# Projelead
ProjeLead (anciennement Adheo) était un logiciel libre de gestion de projet écrit en PHP, ce qui permet de l'utiliser sur de nombreuses plateformes telles que Windows, Unix, Linux, MacOS. Cet outil a été créé par le cabinet de conseil Pragmatis Consulting en 2009 et est à présent proposé sous licence libre (GNU GPL3) (une version commerciale existe également).
Ce projet n'est plus maintenu.

## Fonctionnalités
ProjeLead permettait la gestion simple d'un projet à travers la création et le suivi des composants d'un projet (tâches, ressources, calendrier, diagramme de Gantt, risques...) et proposait des fonctionnalités de collaboration (feuilles de temps, forum de discussion, reporting...). ProjeLead est une solution web, que ce soit pour son utilisation ou administration.
Un système de notification permet d'automatiser les alertes et une gestion par exception.
Enfin le référentiel de ProjeLead est stocké sur une base de données relationnelle ce qui permet une grande fiabilité et une montée en charge aisée.
Ci-dessous quelques-unes des fonctionnalités de ProjeLead:
- Paramétrage de la structure organisationnelle
- Création et suivi de projet, tâche, ressource, diagramme de Gantt, risques...
- Feuilles de temps (création, saisie et suivi)
- Reporting projet
- Gestion de calendrier
- Multilingue (français, anglais natifs)
- Multi plateformes et navigateurs
- Forums de discussion
- Gestion documentaire simple